# 莫爾斯角 (南喬治亞島)
莫爾斯角（英語：Morse Point），是南極洲的海岬，位於南喬治亞島北岸，是南極灣入口處的東部，在1900年左右繪入地圖，由英國南極名稱諮詢委員會命名，現時由英國海外領土管轄。